# Schlacht von Guandu
Sishui-Pass – Hulao-Pass – Jieqiao – Guandu – Changban – Chibi – Tong-Tor – Hefei – Dingjun – Fancheng – Xiaoting – Südliche Kampagne – Shiting – Jieting – Nördliche Expeditionen – Wu-Zhang-Ebene
Die Schlacht von Guandu war eine der Schlachten, welche die Zeit der Drei Reiche vorbereiteten. Sie fand im Jahre 200 am Gelben Fluss statt. Für den chinesischen Warlord Cao Cao bedeutete die Schlacht den entscheidenden Sieg auf dem Weg zur Macht, der mit seinem Aufstand gegen Yuan Shao begonnen hatte. Er vernichtete Yuan Shaos Getreidevorräte und Truppen, und Yuan Shao selbst starb bald darauf. Cao Cao stieg damit zum unumstrittenen Machthaber im nördlichen China auf.

## Hintergrund
Die Konfrontation zwischen Cao Cao und Yuan Shao um die Herrschaft im Norden zeichnete sich schon 196 ab, als Cao Cao den Han-Kaiser Xian bei sich aufgenommen hatte. Die Stätte Guandu (heute eine Großgemeinde Guandu im Kreis Zhongmu) wurde zu einem Schlüsselpunkt zwischen den Machtbereichen der zwei Kontrahenten. Sie lag nahe bei der Yan-Furt am Gelben Fluss, und durch sie führte die Strecke nach Xuchang. Als Erstem fiel ihre Bedeutung Cao Cao (im Herbst 199) auf. Er verlagerte seine Truppen dorthin und ließ Befestigungen errichten. Im nächsten Jahr wechselte sein Verbündeter Liu Bei die Seiten und ging zu Yuan Shao, der seine Armee sofort zu einem Feldzug nach Süden mobilisierte.

## Yuan Shaos Feldzug
Im Januar 200 griff seine Vorhut die Garnison in Liyang (heute Großgemeinde im Kreis Xun) an, die am Nordufer des Gelben Flusses lag. Yu Jin, der Kommandant von Liyang, zeigte dem Hauptquartier Yuan Shaos Vorstoß an. Cao Cao veränderte sofort seine Truppenaufstellung und stationierte 20.000 Mann in Guandu, um sich auf die Schlacht vorzubereiten.
Yuan Shaos Hauptstreitmacht traf bald ein. Ihre Zahl betrug 110.000, von denen 10.000 Kavallerie waren. Yuan Shaos General Yan Liang überquerte den Gelben Fluss und griff die Stadt Baima an. Auf Xun Yus Rat hin führte Cao Cao seine Armee über die Yan-Furt durch den Gelben Fluss. Dieses Manöver stellte jedoch nur eine Finte dar. Sobald Yuan Shao seine Truppen von Baima abgezogen hatte, um Cao Caos Truppen zu begegnen, zog Cao Cao die Truppen nach Baima zurück, um die Stadt zu entsetzen. In der Schlacht vor der Stadt fiel Yan Liang, und Yuan Shaos Truppen mussten sich unter schweren Verlusten zurückziehen. Cao Cao entschloss sich, Baima aufzugeben, und schickte die Einwohner nach Süden. Liu Bei und Wen Chou nutzten die Gunst der Stunde und griffen Cao Cao mit 6000 Mann leichter Kavallerie an. Cao Cao hatte jedoch vorgesorgt. Sobald Yuan Shaos Reiter hinter seiner Armee waren, gab er Befehl, die Pferde, Teile der Ausrüstung und andere Wertgegenstände zurückzulassen. Als Yuan Shaos Reiter mit dem Plündern anfingen, wurden sie von 600 Reiter aus Cao Caos Elitekavallerie angegriffen, und im Kampf fiel Wen Chou. Yuan Shao hatte auf diese Weise schon vor der eigentlichen Schlacht zwei seiner fähigsten Generäle verloren. Dies ließ die Kampfmoral seiner Truppen sinken.
Yuan Shao ordnete seine Streitkräfte darum neu auf und schickte Liu Bei zur Stadt Runan, in der Nähe von Cao Caos Hauptquartier Xuchang (wo sich Kaiser Xian aufhielt), um Cao Caos Flanke zu entblößen. Cao Cao reagierte darauf mit einem vollständigen Rückzug nach Guandu, um seine Front nicht zu weit auszudehnen. Außerdem schickte er seine Generäle Cao Ren und Yu Jin aus, um dem Feind in den Rücken zu fallen. Den Verwaltern gab Cao Cao Anweisung, ihre Regierung milde zu führen, um Unruhen im Hinterland zu vermeiden. Im August zog Yuan Shao mit seiner Armee nach Yangwu, nördlich von Guandu, und ließ dort Befestigungsanlagen errichten. Auch Cao Cao ließ seine Verteidigung verstärken, und beide Seiten führten Kriegsmaschinen ins Feld (Ballisten und Katapulte), jedoch ohne nennenswerte Erfolge. Um die festgefahrene Situation herumzureißen, wurde Yuan Shao vorgeschlagen, seine zahlenmäßige Überlegenheit zu seinem Vorteil zu nutzen und den Feind einzukreisen, um danach nach Xuchang vorzustoßen. Yuan Shao weigerte sich aber und wartete lieber darauf, dass Cao Caos Proviant knapp würde.

## Die Schlacht

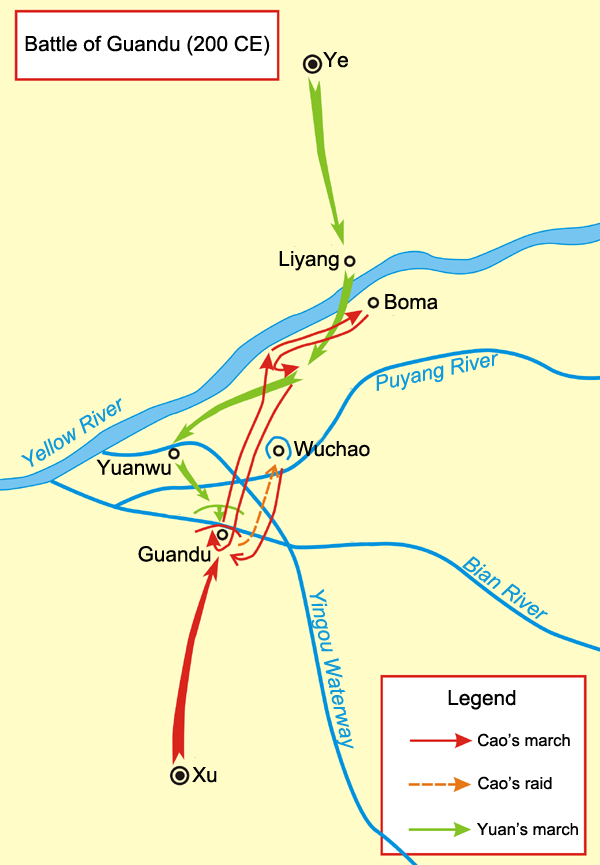
Schematische Darstellung der Schlacht

Cao Caos Getreidevorräte schwanden zu dieser Zeit tatsächlich, und er dachte über einen Rückzug nach. Seine Lage verlangte sofortiges Handeln. Er schickte Überfallkommandos, um Yuan Shaos Getreidelager niederzubrennen, um ihn zu einem Ausfall zu zwingen. Im Oktober kehrte jedoch Chunyu Qiongs 10.000 Mann starke Truppe mit frischen Vorräten zurück. Sie stellten ihr Lager 20 km entfernt von Yuan Shaos Hauptlager an einem Ort namens „Krähennest“ (Wuchao) auf. Diese Position wurde von seinem Adjutanten Ju Shou in Frage gestellt, der die Vorräte für zu schlecht bewacht hielt. Bald darauf erfuhr Cao Cao von einem Überläufer von diesem Schwachpunkt und nutzte die Gelegenheit. Er überließ sein Hauptlager Cao Hong und zog mit 5000 Elitekämpfern zum Vorratslager hinter den feindlichen Linien.
Cao Caos Truppen marschierten nachts und unter Yuan Shaos Banner, um sich als sein Nachschub zu tarnen. Er belagerte Chunyu Qiongs Lager und verbrannte es mit fast dem gesamten Getreidevorrat von Yuan Shao. Obwohl sein General Zhang He ihn dazu drängte, schickte Yuan Shao Chunyu Qiong keine Hilfe (bis auf wenige Reiter), sondern griff mit seiner gesamten Streitmacht Guandu an. Im Morgengrauen war das Vorratslager niedergebrannt, und Cao Caos Truppen vernichteten die kleine Entsatztruppe mit Leichtigkeit. Yuan Shao konnte indes in Guandu nicht durchdringen, und seine Männer verloren den Mut. Zhang He ergab sich Cao Hong, und seine Männer verbrannten ihre Waffen. Cao Cao griff Yuan Shao zusätzlich im Rücken an. 70.000 Soldaten fanden den Tod, und Yuan Shao selbst entkam nur knapp mit dem Leben. Mit 800 Reitern rettete er sich über den Gelben Fluss.

## Folgen

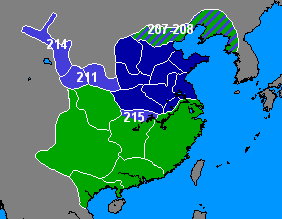
Cao Caos Expansion nach der Schlacht von Guandu

Cao Cao hatte in Guandu einen entscheidenden Sieg errungen. Yuan Shao stellte fortan keine Bedrohung mehr für ihn dar, und er starb weniger als zwei Jahre darauf im Elend. Cao Cao dehnte seinen Machtbereich in den nächsten Jahren immer weiter aus und traf bis zur Schlacht von Chibi auf keinen ebenbürtigen Gegner. Selbst nach der dortigen Niederlage konnte er sich wieder erholen und seine Macht in die westlichen Provinzen des Han-Reiches ausdehnen.

## Bedeutung
Anders als Yuan Shao kannte Cao Cao den taktischen Wert des Rückzugs. Auf der strategischen Ebene war er in der Lage, die Züge seines Gegners zu begreifen und ihnen zu begegnen, sowie kalkulierte Risiken einzugehen. Cao Caos Sieg über einen zahlenmäßig überlegenen Gegner kam daher, dass seine Taktik und Strategie der seines Gegners weit überlegen war. Die Menge des gegnerischen Heeres glich er durch größere Beweglichkeit des seinen aus. Yuan Shao dagegen war zögerlich, stur und ignorierte oft die Warnungen und Hinweise seiner Berater, die oft weise und hilfreich waren. Die Schlacht von Guandu ist ein gutes Beispiel für die Tatsache, dass Qualität nicht mit Quantität gleichgesetzt werden darf.
Koordinaten: 34° 54′ 26,39″ N, 114° 37′ 13,3″ O